# Krucsay-oltár
A Krucsay-oltár a nyírbátori volt minorita rendház Angyalos Boldogasszony-templomában 1731-ben épült barokk stílusú Passió- vagy Kálvária-oltár közkeletű elnevezése. Nevét építtetőjéről, Krucsay Jánosról kapta. A magyarországi oltárépítészetben Jézus szenvedéstörténetét egyedülálló módon, tíz szoborkompozícióban felvonultató egyházművészeti alkotás, ismeretlen eperjesi mester műve.

## Története
A 15. század utolsó negyedében Báthori István erdélyi vajda költségén gótikus stílusban épült templomot Petraskó havasalföldi fejedelem seregei 1587-ben felgyújtották. Ezt követően az épület csaknem másfél évszázadon át romokban állt. 1717-ben a Nyírbátorban letelepedett minorita szerzetesrendi ferencesek kapták meg a templomot, akik a rend tartományfőnöke, Kelemen Didák vezetésével 1718 és 1725 között felújították a romos istenházát. Az 1725. évi templomszentelés után került sor a barokk stílusú berendezés elkészítésére. Míg a templom főoltára, szószéke, Szent Anna- és Fájdalmas Szűz-mellékoltárai 1728–1730 körül egységes terv alapján készültek a lőcsei Johann Strecius  műhelyében, a Krucsay-oltárt 1729–1731-ben egy ismeretlen eperjesi mester tervezte és építette.
Az oltár építtetője Krucsay János (1677–1741) volt, aki 1700-ban vármegyei helyettes jegyzőként vette feleségül Tolvay Borbálát. A Rákóczi-szabadságharc során 1707-ben óbesteri rangban hosszan tartó császári fogságba esett, s hazakerülése után felesége hűtlenségéről szóló hírek várták. Az 1711. május 22-ei vármegyei közgyűlésen Krucsay „sok rendbéli kurvasága” vádjával feljelentette feleségét, majd az erre következő szolgabírói vizsgálat eredményeként a többrendbeli házasságtörés vádját bebizonyítottnak tekintették és az asszonyt halálra ítélték. Mielőtt azonban a kivégzésre került volna sor, Krucsay megbocsátott feleségének azzal a feltétellel, hogy amennyiben ismét megcsalná, érvényt szerez az ítéletnek. Hosszú évekkel később, 1727 novemberében Krucsaynét tetten érték, hogy az ura íródeákjával folytat viszonyt. Az asszony félelmében a radi minorita kolostorba menekült, de Krucsay fegyveresei utánamentek, a minorita szerzeteseket fortélyosan kijátszva kicsalták, Kisvárdára kísérték, ismételten vád alá helyezték és ezúttal ki is végezték a házasságtörő asszonyt. Krucsay három hónap elteltével újraházasodott, azonban lelkiismeret-furdalással küzdött első felesége sorsa és a minoritákkal szembeni becstelensége miatt, így a bűnbocsánat elnyerésére és a nyírbátori minoriták kiengesztelésére már 1729-ben megbízást adott egy kálváriaoltár készítésére. Halála után a róla elnevezett oltár előtt helyezték nyugalomra.
Az oltárt eredetileg a szentély evangéliumi oldalára, a mai Szűz Mária- vagy pócsi oltár helyére állították, de a templomépület vizesedése miatt 1775-ben a templom járószintjét megemelték, és később áthelyezték a hajóba, ahol ma is látható, továbbra is az evangéliumi oldalon, a karzathoz közel eső északi fal mentén. 1954–1955-ben sor került a rossz állapotú, átnedvesedett és rovarfertőzött oltár helyreállítására, legutóbbi restaurálását pedig 2010–2011-ben végezték el.

## Leírása

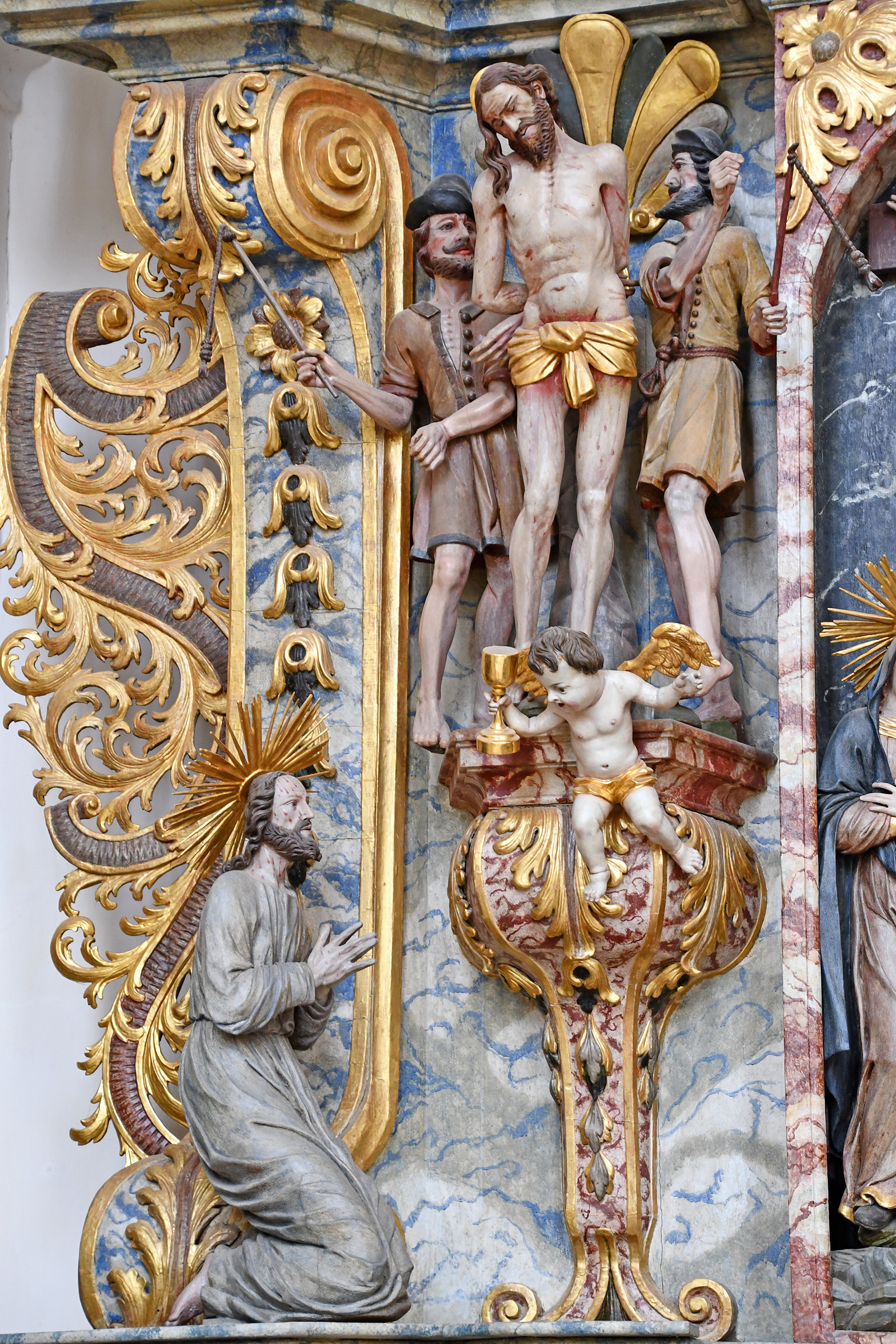
Jézus az Olajfák hegyén és Jézus megkorbácsolásának jelenetei

A Krucsay-oltár tíz kompozícióban, harminc szoborral, mintegy dramatizált élőképként mutatja be Jézus Krisztus passiótörténetét. Ez a megoldás nem csak az 1730 körüli Magyarországon, de szélesebb földrajzi kitekintéssel is ritkának mondható. A Krisztus szenvedéstörténetét passiójeleneteken keresztül bemutató oltárok a 17. század első felétől domborműveket vagy kisebb szobrokat vonultattak fel (németországi Erfurt, Gusow, Grauhof stb.), később pedig egy-egy jelenetet ragadtak ki az oltár fő témájául (Krisztus az Olajfák hegyén, Krisztus megkorbácsolása, Golgota-jelenet stb.). A ciklusszerű keresztút-ábrázolások inkább a kül- vagy beltéri kálváriastációk formájában terjedtek el.
A kizárólag fából készült oltárépítmény 9,5 méter magas, legnagyobb szélessége 4,66 méter. Profilozott lábazattal tagozott sztipesze szarkofágszerű, felső részén hangsúlyosan kidomborodik, aranyozott felületén 1751-ben készült dombormű látható, amelyen a feltámadt Jézus Krisztus a pokol tornácán megszabadítja a tisztítótűztől az első emberpárt és néhány pátriárkát. A kétemeletes retabulum magas talapzatra támaszkodik, amelyet két szélén, a sztipesz és a predella szintjén, előreugró pillértörzsek hangsúlyoznak, a predella kazettáit aranyozott növényi ornamentika díszíti. A retabulum mindkét emeletét függőleges volutaszalagokból kialakított, pilaszterszerű sarokgyámpár szegélyezi, amelyekhez akantuszlevelekből álló, áttört faragványok, fülornamensek csatlakoznak. Az első emeleti volutaszalagok kompozíciós szerepet is kaptak: alsó és felső végüknél egyaránt Krisztus alakja látható. Ugyanez a függőleges szerkesztettség figyelhető meg az oltár középpontjában, ahol a sírba tett Jézus, a megfeszített Üdvözítő, az Ecce homo és az oltár záradékán álló feltámadt Krisztus alakja egyaránt a központi tengely köré szerveződik.
További kompozíciós sajátosság, hogy néhány kivételtől eltekintve (Krisztus a sírban, a feltámadt Krisztus) jellemzőek a háromalakos szoborcsoportok, középütt Jézus figurájával. E hármasokból Krisztus alakja a maga 1,35 méterével kiemelkedik, a kísérőfigurák rendszerint 1,2 méter magasak. A szobrokat szűkszavú, sűrített megfogalmazás jellemzi, Krisztus ábrázolásmódjában sem a helyzet kegyetlensége, naturalizmusa, a pokoli fájdalmak, hanem valamiféle szelíd bánat érhető tetten. A márványozott háttérből különösen plasztikusan emelkednek ki az élénk színekre festett figurák.

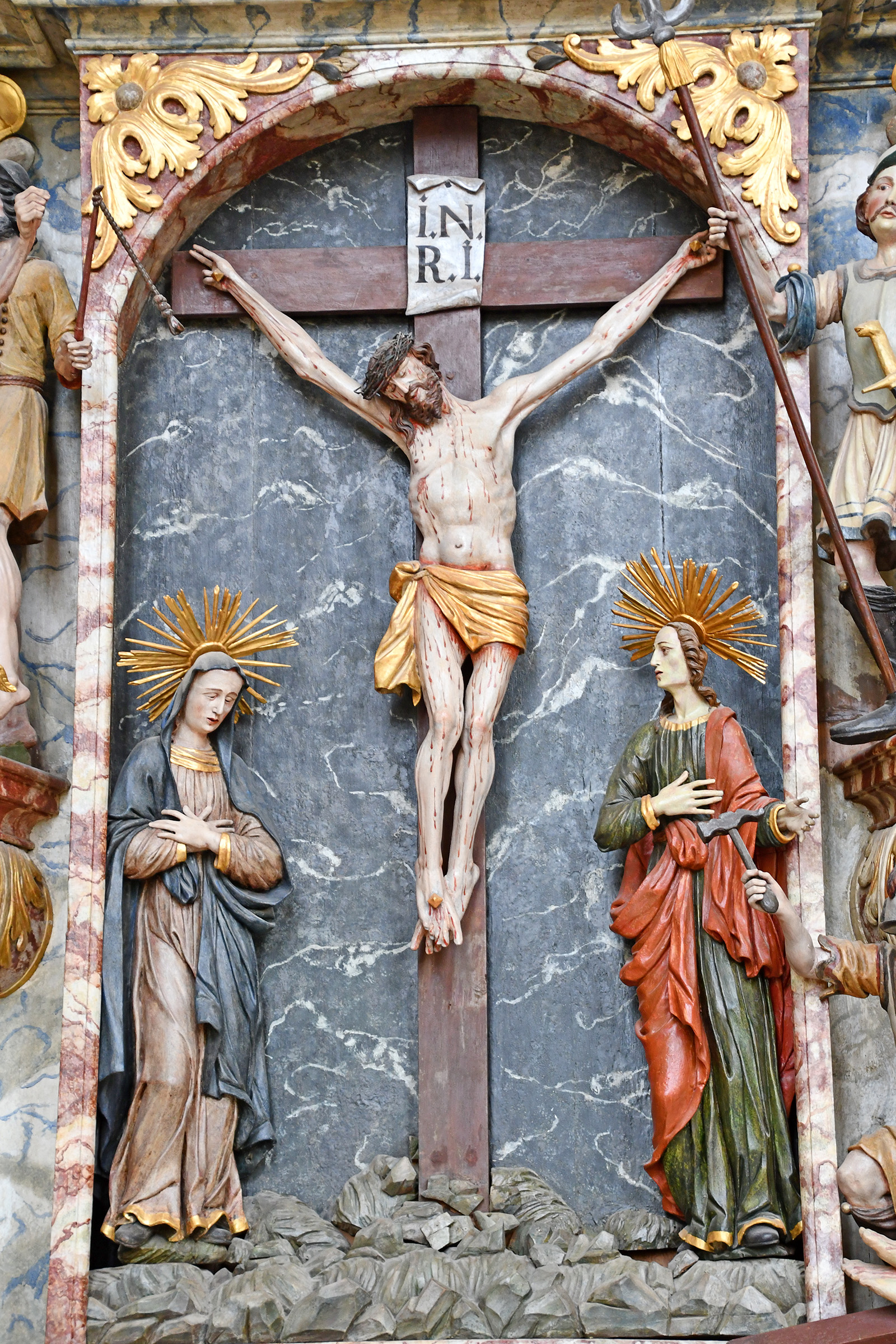
A központi Golgota-jelenet Szűz Mária és János apostol gyászoló alakjaival

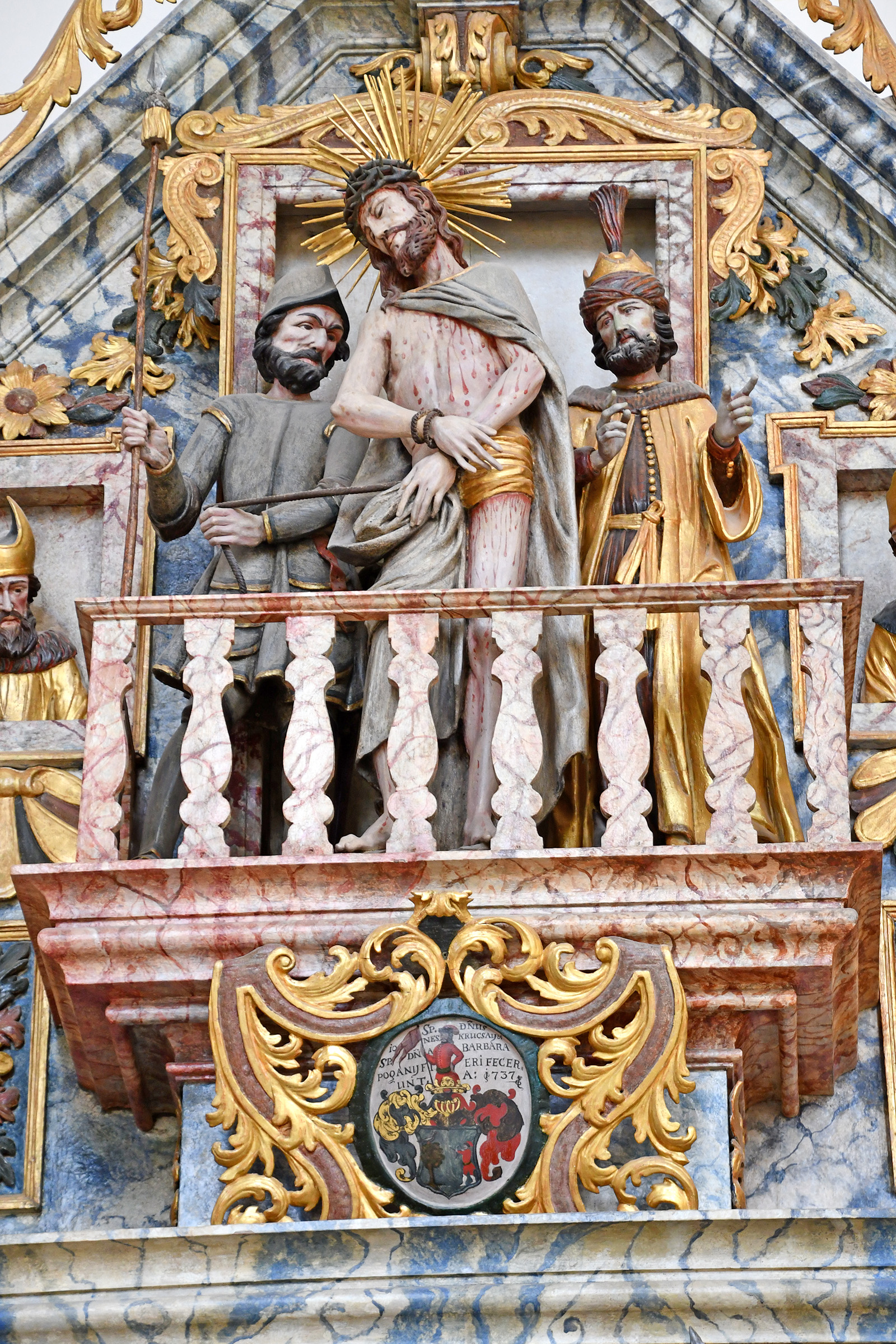
Az Ecce homo ciklus központi jelenete a pretórium balkonján

Az oltáron látható passiójelenetek a következők:
- Predella: A predella középpontjában barlangszerűen kialakított fülkemélyedésben a sírba tett Jézus fekvő szobra látható. Feltételezések szerint ez később került a kompozícióba, és esetleg az 1737-ben faragott kültéri Kálvária-csoport darabja volt.
- Retabulum első szintje, balról jobbra:
  - Krisztus térdeplő, imádkozó alakja a keresztút előestéjén, az Olajfák hegyén a kelyhet felé nyújtó angyal társaságában; korábban egy alvó vagy guggoló tanítvány figurája is a kompozíció része volt, ez mára eltűnt;
  - Krisztus ostorozása, két, korabeli polgári ruhába öltöztetett pribék ütlegeli a lemeztelenített, lehajtott fejű Megváltót;
  - középütt a Golgota-jelenet a megfeszített, halott Krisztussal, kétoldalán Szűz Mária és Evangélista Szent János alakjával;
  - a keresztvitel jelenete, Krisztus vállán a kereszttel, előtte egy római katona, mögötte Kürénéi Simon (wd) alakja;
  - Krisztus felszögezése a keresztre.
- Retabulum második szintje, Ecce homo ciklus, balról jobbra:
  - Krisztus, a töviskoszorúval megkoronázott „zsidó király” kigúnyolása, az egyik katona kezében a királyi törvénypálcát jelképező bugás náddal;
  - az Ecce homo jelenet csúcspontja, a töviskoszorúba és palástba öltöztetett Krisztus nyilvános kigúnyolása a helytartósági épület (pretórium) balkonján, balján Poncius Pilátus törökös ruhában megformált figurája, kétoldalt ablakokban a jelenetet figyelő zsidó papok, Annás és Kajafás mellszobrai;
  - a bal szélen álló kompozíció párdarabja, de itt Krisztus nyakában már az eredetileg vörös színű köpeny is látható mint „királyi palást”.
- Oltárzáradék:
  - puttó, kezében a Szent Kereszt szögeivel;
  - a feltámadt Krisztus alakja;
  - puttó, kezében Szent Veronika kendőjével.